# Gboko

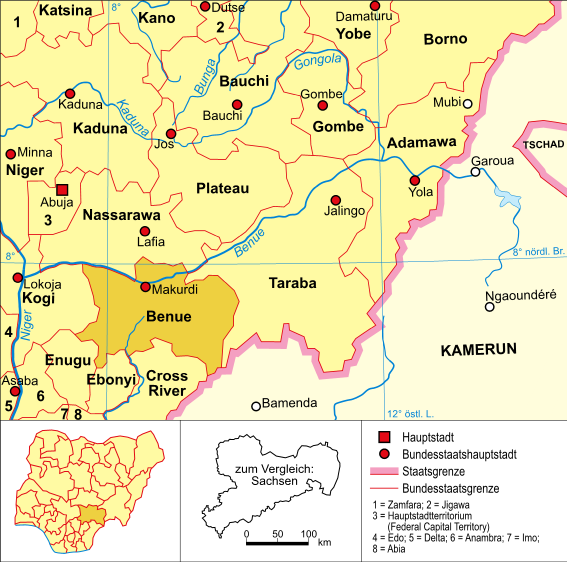
Lage Gbokos in Südostnigeria

Gboko ist eine Stadt und eine Local Government Area des nigerianischen Bundesstaates Benue und liegt im Südosten von Nigeria. Einer Berechnung von 2010 zufolge hat sie über 480.000 Einwohner.
Die meisten Einwohner gehören der Ethnie der Tiv an.

## Religion
Gboko ist Sitz des 2012 gegründeten Bistum Gboko.

## Sport
Fußballclub BCC Lions, gegründet 1982, war 1994 nigerianischer Meister.

## Söhne und Töchter der Stadt
- Farida Waziri (* 1949), Politikerin
- Isaac Bunde Dugu (* 1971), römisch-katholischer Bischof von Katsina-Ala
- Timothy Anjembe (* 1987), Fußballspieler
- Daniel Loute (* 1990), Fußballspieler
- Isaac Louté (* 1991), Fußballspieler
- Francisca Ordega (* 1993), Fußballspielerin